# Die Krähen
Die Krähen ist ein Märchen (ATU 613). Es stand in den Kinder- und Hausmärchen der Brüder Grimm nur bis zur 4. Auflage von 1840 an Stelle 107 (KHM 107a).

## Inhalt
Zwei böse Kameraden rauben einem braven Soldaten sein Erspartes, stechen ihm die Augen aus und binden ihn an einen Galgen. Da belauscht er nachts das Gespräch zweier Krähen von einer Kröte, deren Asche mit Wasser die kranke Königstochter heilen kann, vom Tau unter dem Galgen, das die Blinden wieder sehend macht und von einer Quelle unter dem Marktplatz. So gewinnt der Soldat das Augenlicht wieder und heilt die Königstochter. Weil er ärmlich aussieht, gibt sie ihm der König entgegen seinem Versprechen erst zur Frau, als er der Stadt Wasser beschafft. Als der glücklich Vermählte seine zwei Kameraden wiedertrifft und gnädig aufnimmt, hoffen sie auch etwas unter dem Galgen zu hören. Die Krähen, die gemerkt haben, dass sie belauscht wurden, hacken ihnen die Augen aus und traktieren sie so lange mit ihren Schnäbeln, bis sie tot sind.

## Herkunft
Das Zaubermärchen stand in den Kinder- und Hausmärchen der Brüder Grimm vom zweiten Teil der Erstauflage, der 1815 erschien, bis zur vierten Auflage von 1840 als Nr. 107 (bzw. Nr. 21 des zweiten Teils). Es stammte aus brieflicher Zusendung von August von Haxthausen, der es von dem Bremen-Verdenschen Husaren Carl Friedrich Krüger (1794–1813) erzählt bekommen hatte. Das Märchen erinnert an Die wahrsagenden Vögel in Feen-Mährchen (Braunschweig, 1801). Ab der fünften Auflage von 1843 wurde es durch das längere und vielseitigere Die beiden Wanderer ersetzt.

## Erläuterungen
Das Märchen illustriert recht exemplarisch die ambivalente Rolle der Krähe in Märchen als bedrohlicher Leichenfledderer und hoffnungsvoller Heilkundiger, Himmelsvogel und Höllenfahrer. Sie entspricht praktisch dem Raben in Märchen wie Die sieben Raben, Die Rabe. Ähnlich zweischneidig ist die Unke (Märchen von der Unke), die in Hexensalben Verwendung fand.
Der Rabe ist auch typischer Überbringer des Wassers des Lebens, das den Blinden wieder sehen lässt (s. Das Wasser des Lebens, Der Königssohn, der sich vor nichts fürchtete), was auch die Gemeinsamkeit zu dem Heilmittel für die Königstochter und zu der Wasserquelle für die Stadt ergibt. Gleichzeitig sind mit der Kröte aus dem Wasser, dem Tau aus der Luft, der Quelle aus der Erde und der Blendung der Sünder alle vier Elemente vertreten. In Jorinde und Joringel kommt die Rettung in Form einer Blume mit einem Tautropfen.
Der Handlungsablauf vom Rechtschaffenen, den zwei Gottlose ausnehmen wollen, ähnelt u. a. den Dummlingsmärchen (z. B. Die drei Federn, Die Bienenkönigin). Auch die zwei folgenden Abschnitte, die Gewinnung der Königstochter durch ihre Heilung trotz Hinhaltung durch den Schwiegervater (wie in Die weiße Schlange, Die goldene Gans) und Bestrafung der Übeltäter ohne Zutun des Helden (wie in Simeliberg, Der goldene Vogel, Die Gänsemagd) ähnelt dem verbreiteten Muster (s. dazu Röhrich).